# Carlo Vinci
Carlo Vinci (New York, 27 febbraio 1906 – Ventura, 30 settembre 1993) è stato un animatore statunitense dagli anni '30 agli anni '70.
Universalmente riconosciuto per la sua carriera negli studi di cartoni animati Terrytoons e Hanna-Barbera. Tra i personaggi che ha animato c'erano Mighty Mouse, l'Orso Yoghi e gli antenati.

## Biografia
Carlo Vinci nacque il 27 febbraio 1906 nella città di New York, come unico figlio di una famiglia di immigrati italiani. Suo padre Andrea era barbiere, la madre Maria era sarta. Lavorò come artista commerciale dal 1921 al 1932. Nel 1933 fu assunto come animatore alla Van Beuren Studios di New York, dove formò un giovane esordiente di nome Joseph Barbera. Quando la Van Beuren chiuse, Vinci trovò lavoro presso lo studio Terrytoons. Nel 1938 conobbe la sua futura moglie Margaret Leonardi. Si sono sposati nel 1939, successivamente sono diventati genitori di quattro figli, hanno avuto 10 nipoti e sono stati insieme per i successivi 54 anni. Vinci fu licenziato durante un brutto sciopero alla Terrytoons il 16 maggio 1947, ma tornò il 15 novembre successivo. Nel 1955, a Vinci fu offerto un lavoro alla MGM in California da Barbera, dove fu accreditato per la prima volta nel cortometraggio animato Spyke e Tyke. Rimase in studio fino alla sua chiusura nel 1958. Barbera aiutò Vinci a ottenere un lavoro temporaneo con lo studio Walt Disney fino a quando lo studio di cartoni animati Hanna-Barbera non aprì nello stesso anno. Vinci è stato uno dei primi quattro animatori originali assunti alla HB e vi è rimasto fino al suo ritiro nel 1979.
Carlo Vinci morì a Ventura, in California, all'età di 87 anni.

## Filmografia
- Van Beuren Studios 1933-1936
- Terrytoons 1936-1955
- MGM (Tom & Jerry) 1955-1957
- Disney (Paperino) 1957-1961
- Hanna-Barbera 1957-1979
  - Le avventure di Ruffy e Reddy
  - Braccobaldo Show
  - Arriva Yoghi
  - Ernesto Sparalesto
  - Gli antenati
  - Scooby-Doo
  - La meravigliosa, stupenda storia di Carlotta e del porcellino Wilbur